# Phrurolithus connectus
Phrurolithus connectus là một loài nhện trong họ Phrurolithidae.
Loài này thuộc chi Phrurolithus. Phrurolithus connectus được Willis J. Gertsch miêu tả năm 1941.